# Orp-le-Grand
Orp-le-Grand (nld. Groot-Adorp, wa. Oû-l'-Grand) – dzielnica (section) gminy Orp-Jauche w Belgii, w Regionie Walońskim, w prowincji Brabancja Walońska, w okręgu Nivelles. 1 stycznia 2020 roku liczyła 2499 mieszkańców. Do 31 grudnia 1976 samodzielna gmina.

## Demografia
Liczba mieszkańców, stan na 1 stycznia:
| Rok                | 1930 | 1961 | 2020 |
| ------------------ | ---- | ---- | ---- |
| Liczba mieszkańców | 2012 | 2014 | 2499 |

## Transport
Do 4 października 1959 r. znajdowała się tutaj stacja kolejowa Orp, a do 20 października 1981 r. stacja towarowa.